# Nakonde (Sambia)
Nakonde ist eine Stadt mit 91.107 Einwohnern (2022) in der Provinz Muchinga in Sambia. Sie ist Sitz der Verwaltung des gleichnamigen Distrikts.

## Geografie
Die Stadt liegt etwa 1650 Meter über dem Meeresspiegel an der Grenze zu Tansania und ist praktisch mit Tunduma, der Grenzstadt auf der tansanianischen Seite, zusammengewachsen.

## Wirtschaft
Die Stadt Nakonde lebt von der Grenze. Es ist neben Mpulungu der einzige Übergang nach Tansania, der nicht ausschließlich Personen durchlässt und der wichtigste Grenzübergang am „Nadelöhr“ zwischen dem Malawisee und dem Tanganjikasee. Hier werden die Waren aus dem Hafen Daressalam abgefertigt, was eine ganze Reihe von privaten Dienstleistungen sowie Polizisten, Zoll- und Finanzbeamte erfordert. Dies sorgt für eine kaufkräftige Nachfrage nach Gütern.
Auffällig ist die große Menge an bearbeitetem Holz, die in der Stadt auf LKWs verladen wird.

## Infrastruktur
Nakonde liegt am Tanzam Highway (Teil des Kairo-Gaborone-Kapstadt-Highways) 100 Kilometer nördlich von Isoka und an der TAZARA-Eisenbahnstrecke, per Direktverbindung erreichbar sind u. a. Lusaka, Mbeya und Daressalam.
Die Hauptstraße wurde 2024 frisch asphaltiert und führt über die Grenze nach Tansania. Die übrigen Wege im Umfeld des Ortes sind nicht asphaltiert. Es existiert auch eine ungeteerte, 1200 Meter lange Flugpiste.
Die Stromversorgung ist nicht stabil und teils mehrmals täglich für Stunden unterbrochen. Selbst Mittelklasse-Hotels haben in der Regel keinen Internetzugang.
Es gibt eine neue Schule mit drei Klassenräumen.